# 록키 (영화 시리즈)
"록키"(영어: Rocky)는 실베스터 스탤론이 제작한 미국의 스포츠 드라마 영화 시리즈로, 권투 선수 록키 발보아의 삶을 바탕으로 1976년 동명의 영화를 통해 처음 공개된 후 차례로 미디어 믹스화되었다.

## 영화
록키 시리즈
- 록키
- 록키 2
- 록키 3
- 록키 4
- 록키 5
- 록키 발보아

크리드 시리즈 (스핀오프)
- 크리드
- 크리드 2
- 크리드 3